# Elección al Senado de los Estados Unidos en Arkansas de 2022
Las elecciones al Senado de los Estados Unidos de 2022 en Arkansas se llevaron a cabo el 8 de noviembre de 2022 para elegir a una persona para el Senado de los Estados Unidos que represente al estado de Arkansas.
El senador republicano titular John Boozman fue elegido para un segundo mandato en las elecciones al Senado de 2016 con el 59,8 % de los votos y se postula para un tercer mandato.
Las elecciones primarias en Arkansas se realizaron el 24 de mayo de 2022. 